# Valea Caselor (okręg Bacău)
Valea Caselor – wieś w Rumunii, w okręgu Bacău, w gminie Lipova. W 2011 roku liczyła 403 mieszkańców.